# 6Б45

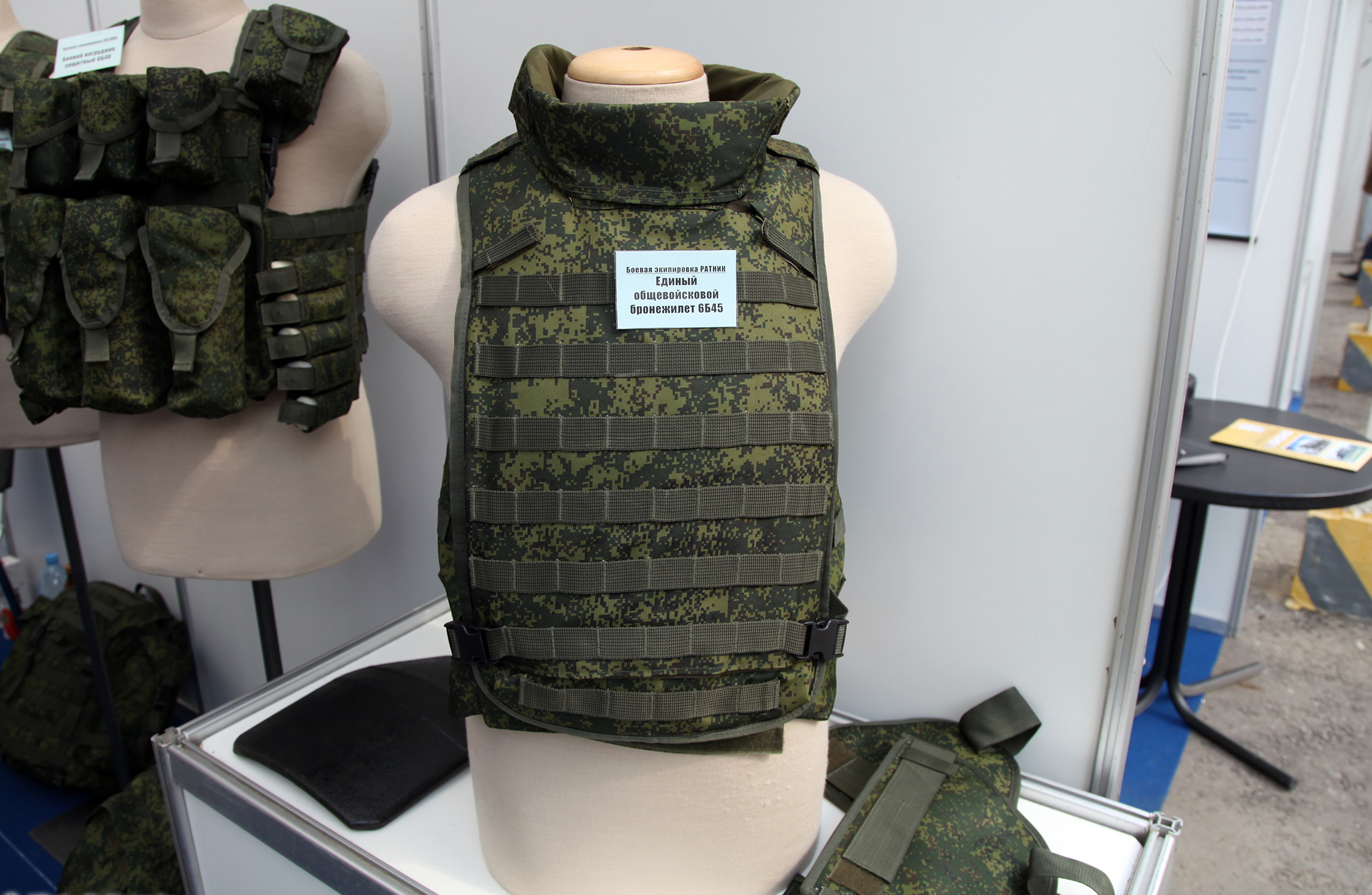
Бронежилет 6Б45

6Б45 — единый общевойсковой бронежилет Вооружённых Сил Российской Федерации.
Входит в состав экипировки «Ратник». Противоосколочный пакет бронежилета обеспечивает защиту от холодного оружия и осколков массой 1,0-1,1 г при скорости не более 550 м/с, унифицированные противопульные бронепанели 5А класса обеспечивают защиту от пуль автомата Калашникова АК74 (патрон 7Н24), винтовки М16А2 (патрон М855), автомата АКМ (патрон 57-БЗ-231), винтовки СВД (патрон 57-Н-323С) с расстояния 10 м. Бронежилет может применяться в штурмовой комплектации 6Б45-1 с унифицированными противопульными бронепанелями 6А класса защиты (6 шт.), фартуком и противоосколочными наплечниками. Унифицированные противопульные бронепанели 6А класса обеспечивают защиту от пуль винтовки СВД (патрон 7Н13 или 7-БЗ-3) с расстояния 10 м и от пуль винтовок Accuracy International Arctic Warfare Magnum, Sako TRG 42 (патрон .338 Lapua Magnum) с расстояния 300 м. Для обеспечения преодоления военнослужащим водных преград с бронежилетом используется комплект обеспечения плавучести 6Б45-2.
Размеры бронежилетов:
```
Размер 1: Рост от 158 до 172 см, обхват груди от 88 до 96 включительно;
```

```
Размер 2: Рост от 172 до 182 см, обхват груди от 96 до 104 включительно;
```

```
Размер 3: Рост от 182 до 188 см, обхват груди от 104 до 116.
```

Из технической документации следует: допускается использование БЖ 1-го размера личным составом, имеющим рост до 158 см и обхват груди до 96 см, а БЖ 3-го размера личным составом, имеющим рост свыше 188 см и обхват груди свыше 116 см.
Существует 2 версии бронежилета 6Б45:
1. Старого образца. Выпускался до 2019 года, отсутствует ИК-Ремиссия. Стропы молле серые.
2. Нового образца. Выпускается с 2020 года, присутствует ИК-Ремиссия. Стропы молле пиксельные, в цвет чехла.

ИК-Ремиссия — свойство ткани поглощать инфракрасные лучи*. Такое снаряжение дает возможность быть менее заметным в приборах ночного видения.

## Характеристики
Относится к 5А классу защиты, что соответствует ГОСТ Р 50744-95, способен выдержать попадания из автоматов АК (Автомата Калашникова) бронебойно-зажигательных пуль калибра 7,62×39 мм, а также пулю 7,62×54R ЛПС.
Бронежилеты из комплекта «Ратник» оснащены керамико-композитными бронепанелями из слоя керамической плитки и композитной подложки. Керамика отличается очень высокой твёрдостью при относительно небольшой массе. Керамический внешний слой эффективно разрушает пулю, а армированная композитная подложка удерживает её осколки и осколки керамики. В стандартной комплектации бронежилет «Ратника» весит чуть больше 7 кг, что значительно меньше массы его предшественника. Существует ещё и штурмовая комплектация бронежилета, в которой уровень защиты увеличен до максимального (шестого) класса, обеспечивается противопульная защита боковых зон и паховой области. В этом случае масса бронежилета достигает 15 кг.
Выпускается в следующих размерах:
- 1-й рост 155—170 см, обхват груди от 85 до 95
- 2-й на рост от 170 до 180 см, обхват груди от 95 до 105
- 3-й на рост от 180 до 190+ см, обхват груди от 105 до 115+

Бронежилет может эксплуатироваться при диапазоне температур от минус 50 до плюс 50 °C при относительной влажности до 80 %.
Масса бронежилета в базовой комплектации: 8 кг.
Базовая комплектация бронежилета включает в себя: чехол бронежилета, воротник защищающий от осколков (может быть опущен), противоосколочные пакеты на боках с довольно большой площадью защиты, задняя и передняя бронеплиты класса 5А, устройство экстренного сброса и съёмная вентиляционно-амортизирующая система.

## Интересные факты
- Является заменой Российского общевойскового бронежилета 6Б23.
- Имеет ряд замечаний к вентиляционно-амортизирующей системе. На этот недостаток ссылались как военные, так и российские блогеры.[2]